# Judith Plaskow
Judith Plaskow (* 14. März 1947 in Brooklyn) ist eine US-amerikanische Professorin emerita für Religionswissenschaft am Manhattan College in der Bronx, New York City. Ihre wissenschaftlichen Arbeiten konzentrieren sich auf zeitgenössisches religiöses Denken mit einer Spezialisierung auf feministische Theologie und Ansätze zur Korrektur der marginalisierten Rolle von Frauen in der Tora. Ihr Buch Standing Again at Sinai. Judaism from a Feminist Perspective (1991) gilt als erstes Werk, das eine jüdisch-feministische Theologie begründete.

## Ausbildung
Judith Plaskow wurde im Reformjudentum sozialisiert. Sie machte ihren Bachelorabschluss an der Clark University und erhielt ihren Master an der Yale University, wo sie 1975 auch promovierte. Ihre Dissertation wurde unter dem Titel Sex, Sin, and Grace. Women’s Experience and the Theologies of Reinhold Niebuhr and Paul Tillich veröffentlicht.

## Akademische Tätigkeit
Plaskow betreibt eine vielfältige Lehr- und Vortragstätigkeit zum jüdischen Feminismus sowohl in den Vereinigten Staaten als auch in Europa. Sie ist Mitbegründerin und war in den ersten zehn Jahren des Erscheinens Mitherausgeberin der wissenschaftlichen Zeitschrift The Journal of Feminist Studies in Religion. 1981 war sie Mitbegründerin der jüdisch-feministischen Gruppierung B'not Esh (Töchter des Feuers). Sie ist ehemalige Präsidentin der American Academy of Religion.
Plaskow schrieb zwei Monographien, Sex, Sin and Grace (1980) und Standing Again at Sinai: Judaism from a Feminist Perspective (1991), das als das erste Buch gilt, das je über jüdischen Feminismus geschrieben wurde, und veröffentlichte auch eine Sammlung von Essays unter dem Titel The Coming of Lilith: Essays on Feminism, Judaism, and Sexual Ethics (2005).
Sie ist Co-Autorin von vier Monographien: Women and Religion (1973), Womanspirit Rising: A Feminist Reader in Religion (1979), Weaving the Visions: New Patterns in Feminist Spirituality (1989) und Goddess and God in the World (2016). Sie veröffentlichte des Weiteren eine Vielzahl von Artikeln in wissenschaftlichen Sammelwerken und wissenschaftlichen Zeitschriften und schrieb das Kapitel 14 des Buches Transforming the Faiths of our Fathers: Women who Changed American Religion (2004), herausgegeben von Ann Braude.

## Zentrale Positionen
In ihrem einflussreichen Buch Standing Again at Sinai, dem ersten Buch der jüdischen feministischen Theologie, vertritt Plaskow die Meinung, dass die Tora und die jüdische Auffassung der eigenen Geschichte von Männern und in der Sprache des Patriarchats geschrieben seien und dies in einer Weise, die die Marginalisierung der Frauen sanktioniere. Es müsse die Fähigkeit (zurück)gewonnen werden, den Inhalt so zu lesen, dass Erfahrungen von Frauen einbezogen würden.
Mit anderen Worten: Jüdische Feministinnen müssten die Tora auch als ihr Eigentum einfordern. Sie fordert, die Präsenz, die Erfahrung und die Taten von Frauen, die in traditionellen Quellen gelöscht worden seien, sichtbar zu machen. Es sei erforderlich, die Geschichten der Begegnungen von Frauen mit Gott zu erzählen und die Textur ihrer religiösen Erfahrung zu erfassen. Die Vorstellung davon was Tora sei, sei zu erweitern, es gehe darum, nicht nur die fünf Bücher Moses und das traditionelle jüdische Lernen im Blick zu haben, sondern all die Worte, das Lehren und die Handlungen von Frauen, die bisher nicht gesehen worden seien. Um die Tora zu erweitern, sei es Aufgabe der jüdischen Feministinnen, die jüdische Geschichte zu rekonstruieren, um die Geschichte der Frauen zu berücksichtigen und damit die Gestalt des jüdischen kollektiven Gedächtnisses zu verändern.
Plaskow erläutert, dass die Rabbinen im Talmud eine Midraschmethode verwendet hätten, in welcher sie das jüdische Gedächtnis so gedeutet hätten, dass sie sich in Kontinuität mit ihm hätten sehen konnten. Sie zitiert den Midrasch, in dem die Rabbinen des Talmuds die Patriarchen so interpretierten, dass diese alle am Sinai gegebenen Gesetze beachteten. Angesichts offenbar konträrer Bibelstellen, wie z. B. Genesis 18:7-8, wo Abraham die ihn besuchenden Engel begrüßt, indem er ein Kalb schlachtet und dies in Milch gekocht serviert, hätten die Rabbinen, um die Bibelstelle in Übereinstimmung mit den jüdischen Speisegesetzen (Kashrut) zu bringen, diese Passage so umgedeutet, dass Abraham zuerst die Milch und erst später das Fleisch serviert habe.
Zusätzlich zur Ergänzung der Tora mit neuem Material, das die Perspektiven der Frauen widerspiegelt, plädiert Plaskow für einen neuen Midrasch, der das Verständnis der Tora im Lichte und in Kontinuität mit den heutigen Bedürfnissen und Perspektiven erneuert.

## Privates
In den 1980er Jahren outete sie sich als Lesbierin.

## Schriften
- Sex, Sin, and Grace. University Press of America, 1979. ISBN 0-8191-0882-0
- Weaving the Visions. New Patterns in Feminist Spirituality. Harper, San Francisco 1980. ISBN 0-06-061383-1
- Standing Again at Sinai. Judaism from a Feminist Perspective, Harper, San Francisco 1991. ISBN 0-06-066684-6
  - Und wieder stehen wir am Sinai. Eine jüdisch-feministische Theologie. Aus dem Englischen übersetzt von Veronika Merz, Edition Exodus, Luzern 1992, ISBN 978-3-905575-67-5
- The Coming of Lilith. Essays on Feminism, Judaism, and Sexual Ethics, 1972-2003. Beacon Press, 2005 ISBN 0-8070-3623-4
- Goddess and God in the World. Conversations in Embodied Theology. Mit Carol P. Christ, Fortress Press 2016, ISBN 9781506401188